# Gmina Suure-Jaani
Gmina Suure-Jaani (est. Suure-Jaani vald) – gmina wiejska w Estonii, w prowincji Viljandi.
W skład gminy wchodzi:
- 2 miasta: Suure-Jaani, Olustvere.
- 46 wsi: Aimla, Arjadi, Epra, Ilbaku, Ivaski, Jaska, Jälevere, Kabila, Karjasoo, Kerita, Kibaru, Kildu, Kobruvere, Kootsi, Kuhjavere, Kuiavere, Kurnuvere, Kõidama, Kärevere, Lahmuse, Lemmakõnnu, Lõhavere, Metsküla, Mudiste, Munsi, Mäeküla, Navesti, Nuutre, Paelama, Põhjaka, Päraküla, Reegoldi, Riiassaare, Rääka, Sandra, Sürgavere, Taevere, Tällevere, Tääksi, Vastemõisa, Vihi, Võhmassaare, Võivaku, Võlli, Ängi, Ülde.